# Chatham Railroad Depot
Als Chatham Railroad Depot ist ein historisches Bahnhofsgebäude in Chatham im Bundesstaat Massachusetts der Vereinigten Staaten im National Register of Historic Places eingetragen. Seit 1960 befindet sich dort das Chatham Railroad Museum.

## Beschreibung
Das 1887 im Queen-Anne-Stil als Haltepunkt der Old Colony Railroad errichtete Gebäude weist einen rechteckigen Grundriss von 45 ft (13,7 m) mal 22 ft (6,7 m) auf. Das Grundstück und das Gebäude hatte die Gesellschaft von der Chatham Railroad Company angemietet, die wiederum selbst kein rollendes Material besaß. Mit der Übernahme der Old Colony Railroad durch die New York, New Haven and Hartford Railroad 1926 wurde der Passagierverkehr auf der Schiene eingestellt und durch eine Busverbindung ersetzt.
Am 5. Juli 1930 wurde der Bahnhof endgültig stillgelegt, nachdem die Bahngesellschaft sowohl den bis dahin noch bestehenden Güterverkehr auf der Schiene als auch die Busverbindung vollständig eingestellt hatte. Daraufhin wurden die Gleise auf einer Länge von 7,8 mi (12,6 km) aufgenommen und als Metallschrott mit einem Gesamtgewicht von 756 Tonnen nach Japan verkauft. Das Bahnhofsgebäude stand anschließend leer und sollte schließlich 1958 abgerissen werden. Bevor dies geschehen konnte, erwarben zwei Privatpersonen 1959 das Gebäude und schenkten es der Stadt mit der Auflage, es zu erhalten und in ein Museum umzuwandeln, das im Juli 1960 eröffnet wurde. Das Bauwerk ist bis heute unverändert und weitgehend im Originalzustand erhalten.